# Marcela Walerstein
Marcela Walerstein (Apure, 1º de janeiro de 1971) é uma ex-atriz e modelo venezuelana.
Ficou conhecida principalmente por protagonizar sete filmes da franquia erótica "Emmanuelle" no início da década de 1990, ao lado de Sylvia Kristel (intérprete da personagem original).
Em 1989, tornou-se Miss Apure, participando assim no mesmo ano no prestigiado Miss Venezuela.
Em setembro de 1992, posou na edição húngara da revista Playboy.
É filha do produtor e diretor venezuelano Mauricio Walerstein, falecido em 2016.

## Filmografia

### Cinema
- 1991: Jet Marbella Set
- 1991: Solo o en compafila de otros : Gabriela
- 1991: El amor si tiene cura
- 1991: Los platos del diablo  : Lisbeth Dorante
- 1993: El laberinto griego : Tamara
- 1994: La leyenda de la doncella : Rosalia
- 1994: Una chica entre un millón : Carla
- 2001: El cielo abierto (Une Chance pour Miguel) : Sara
- 2001: Manolito Gafotas en Mola ser jefe : Trudi
- 2005: Las llaves de la independencia : Maria

### Televisão
- 1993: Éternelle Emmanuelle (Emmanuelle Forever)
- 1993: La Revanche d'Emmanuelle (Emmanuelle's Revenge)
- 1993: Emmanuelle à Venise (Emmanuelle in Venise)
- 1993: L'Amour d'Emmanuelle (Emmanuelle's Love)
- 1993: Magique Emmanuelle (Emmanuelle's Magic)
- 1993: Le parfum d'Emmanuelle (Emmanuelle's Parfume)
- 1993: Le secret d'Emmanuelle (Emmanuelle's Secet)
- 1994: Canguros (Série de televisão)
- 1999: Ellas son así (Série de televisão) : Greta